# Sukarami (Kikim Barat)
Sukarami is een bestuurslaag in het regentschap Lahat van de provincie Zuid-Sumatra, Indonesië. Sukarami telt 499 inwoners (volkstelling 2010).